# Pierre de Boissieu
Pour les articles homonymes, voir Boissieu.
Pour les autres membres de la famille, voir Famille de Boissieu.
Pierre de Boissieu, né le 14 juin 1945 à Paris, est un diplomate français qui a été secrétaire général du Conseil de l'Union européenne de 2009 à 2011.
Pour le quotidien d’information spécialisé Europolitique, « Bien plus qu’un acteur clé de la construction européenne, Pierre de Boissieu est quasiment une légende pour toute une génération de diplomates, d’eurocrates et de journalistes qui ont arpenté les couloirs de l’Europe entre le milieu des années 1970 et la fin de la dernière décennie. ».

## Biographie
Pierre de Boissieu est le fils de Michel de Boissieu, grand résistant et conseiller référendaire à la Cour des comptes, et frère de Christian de Boissieu économiste et président du CAE. Il est également apparenté au général Alain de Boissieu et le petit-fils du général de Gaulle.
Il est ancien élève de l’École nationale d’administration (promotion Thomas More).
Il a été membre du cabinet du français François-Xavier Ortoli, vice-président de la Commission européenne. À cette fonction, « il ne sera pas étranger au succès de deux initiatives qui ont pavé le chemin de l’euro : la fondation du Système monétaire européen et la création de l’unité de compte européenne : l’écu », selon le quotidien spécialisé Europolitique.
Il a alors été l’un des principaux négociateurs et rédacteurs du traité de Maastricht conclu en décembre 1991. Il est l’inventeur de l’organisation en trois piliers, qui a fini par s’imposer. « Poids très lourd dans les enceintes du conseil », il devint « le conseiller très écouté tant de François Mitterrand que de Jacques Chirac ».
Après avoir dirigé le service de coopération économique au Ministère des Affaires étrangères, Pierre de Boissieu a été représentant permanent de la France auprès des Communautés européennes de 1993 à 1999.
Concernant sa conception de l’Europe, Le Figaro estime en 2001 qu’ « Il en a une vision gaullienne, qui croit plus dans la volonté commune d’États souverains qu’à l’émergence d’une véritable supranationalité. »
Il devint secrétaire général adjoint du Conseil de l'Union européenne le 18 octobre 1999. Selon Europolitique, alors que le secrétaire général Javier Solana se consacrait aux affaires internationales, Pierre de Boissieu « est devenu le patron absolu de l’institution. Sa connaissance des dossiers, des mécanismes institutionnels, du personnel politique des États membres de l’UE l’ont rendu incontournable. ». 
Le 19 novembre 2009, Pierre de Boissieu a été choisi comme Secrétaire général du Conseil de l'Union européenne, l’un des trois postes créés par le Traité de Lisbonne avec celui de président du Conseil européen (Herman Van Rompuy) et de Haut représentant de l'Union pour les affaires étrangères et la politique de sécurité (Catherine Ashton). Le Secrétaire général joue un rôle crucial pour l’organisation des travaux européens dont il assure la coordination. Pierre de Boissieu a été nommé pour deux ans jusqu'à l’été 2011.
À l'occasion de l'élection présidentielle de 2017, il fait partie des 60 diplomates qui apportent leur soutien à Emmanuel Macron.

## Distinctions
- Commandeur de la Légion d'honneur (13 juillet 2010)[8], officier le 10 juin 2002
- Grand-croix de l'ordre du Mérite civil d'Espagne (2002)
- Grand officier de l'ordre national du Mérite